# Strongylopsis abdominalis
Strongylopsis abdominalis là một loài tò vò trong họ Ichneumonidae.